# Francis Coppieters
Francis Coppieters (* 7. September 1930 in Brüssel; † 9. November 1990 in Deutschland) war ein belgischer Jazzpianist des Modern Jazz und Arrangeur.
Coppieters, Sohn des Jazz- und Unterhaltungsmusikers Fernand Coppieters, studierte Klavier, Harmonielehre und Kontrapunkt am Conservatoire Royal de Musique in Brüssel, spielte 1946/47 bei Toots Thielemans, auf dem Jazzfestival 1948 in Paris und war von 1949 bis 1951 Mitglied der Band von Hazy Osterwald. 1952 nahm er mit Jacques Pelzer auf, 1953 sowohl mit Buck Clayton und Taps Miller als auch mit René Thomas, Bobby Jaspar und Jacques Pelzer. 1953 spielte er bei Boyd Bachmann, 1954 in Pariser Jazzclubs und von 1955 bis 1957 bei Aimé Barelli. 1957 wurde er in Köln Mitglied des Orchesters von Kurt Edelhagen, wo er bis 1962 blieb und auch an den Jazzkursen der dortigen Musikhochschule als Dozent beteiligt war. Coppieters arbeitete auch im Eurojazz-Orchester von Friedrich Gulda (1964). Seit 1962 arbeitete er vorwiegend für Rundfunk und Fernsehen als Arrangeur und Komponist. 1968 spielte er im Septett von Charly Antolini die Platte Soul Beat ein. Außerdem arbeitete er mit Klaus Weiss, Slide Hampton, Lucky Thompson, Wilton Gaynair und Jiggs Whigham.
Coppieters schrieb eine Anleitung zur Improvisation für Klavier (Schott, Mainz, 1968). 1975 legte er das Album  Piano Viberations und 1986 das Album Colours in Jazz vor.